# Karl Lehmann
Pour les articles homonymes, voir Lehmann.
Karl Lehmann, né le 16 mai 1936 à Sigmaringen (Reich allemand) et mort le 11 mars 2018 à Mayence (Allemagne),, est un cardinal allemand, évêque émérite de Mayence à partir de mai 2016, et ancien président de la Conférence épiscopale de la République fédérale d'Allemagne (RFA).

## Biographie

### Théologien
Karl Lehmann fréquente le lycée public de Sigmaringen jusqu'à son baccalauréat. En 1956, il commence ses études supérieures à l'université de Fribourg-en-Brisgau. Il poursuit à l'université pontificale grégorienne de Rome, jusqu'en 1960 pour la philosophie et 1964 pour la théologie, tout en étant élève du Collège pontifical germano-hongrois. Le 10 octobre 1963, il est ordonné prêtre par le cardinal Julius Döpfner.
Il prépare une thèse de doctorat à la philosophie en 1962 "Vom Ursprung und Sinn der Seinsfrage im Denken Martin Heidegger". Il revient en Allemagne et entre 1964 et 1968 fut assistant du professeur Karl Rahner à l'université Louis-et-Maximilien de Munich et a accompagné Rahner au concile œcuménique de Vatican II. Après Munich, il reste assistant de Rahner à l'université de Münster.
En 1967, il prépare une deuxième thèse de doctorat en théologie sur l'exégèse. En 1968, il devient ensuite titulaire de la chaire dogmatique à la faculté de théologie catholique de l'université Johannes Gutenberg à Mayence, mais il a besoin d'une venia legendi. Dans les années 1969-1983, il est aussi membre du Comité central des catholiques allemands. De 1971 à 1983, il est derechef professeur de dogmatique et de théologie à Fribourg-en-Brisgau.
Il suit également la préparation de l'édition officielle des documents du synode commun des diocèses de la République fédérale d'Allemagne (Würzburg, 1971-1975).

### Évêque
Jean-Paul II le nomme évêque de Mayence le 23 juin 1983. Il est consacré par le cardinal Hermann Volk, Wolfgang Rolly et Oskar Saier (archevêque de Fribourg-en-Brisgau). Sa devise est : State in Fide. 
Élu par ses pairs président de la Conférence épiscopale allemande à Fulda en septembre 1987, il est réélu à plusieurs reprises. En 1991, il assume également la charge de secrétaire extraordinaire du synode des évêques pour l'Europe. Il est élu premier président du Conseil des conférences épiscopales européennes (CCEE) en 1993. Il est aussi l'auteur de nombreux ouvrages de théologie.
Dès janvier 1996, il appartient par ailleurs à la « mafia de Saint-Gall ».
Il est le 87e successeur de Boniface de Mayence sur le Saint-Siège de Mayence. Le 16 mai 2016, le pape François accepte sa démission.

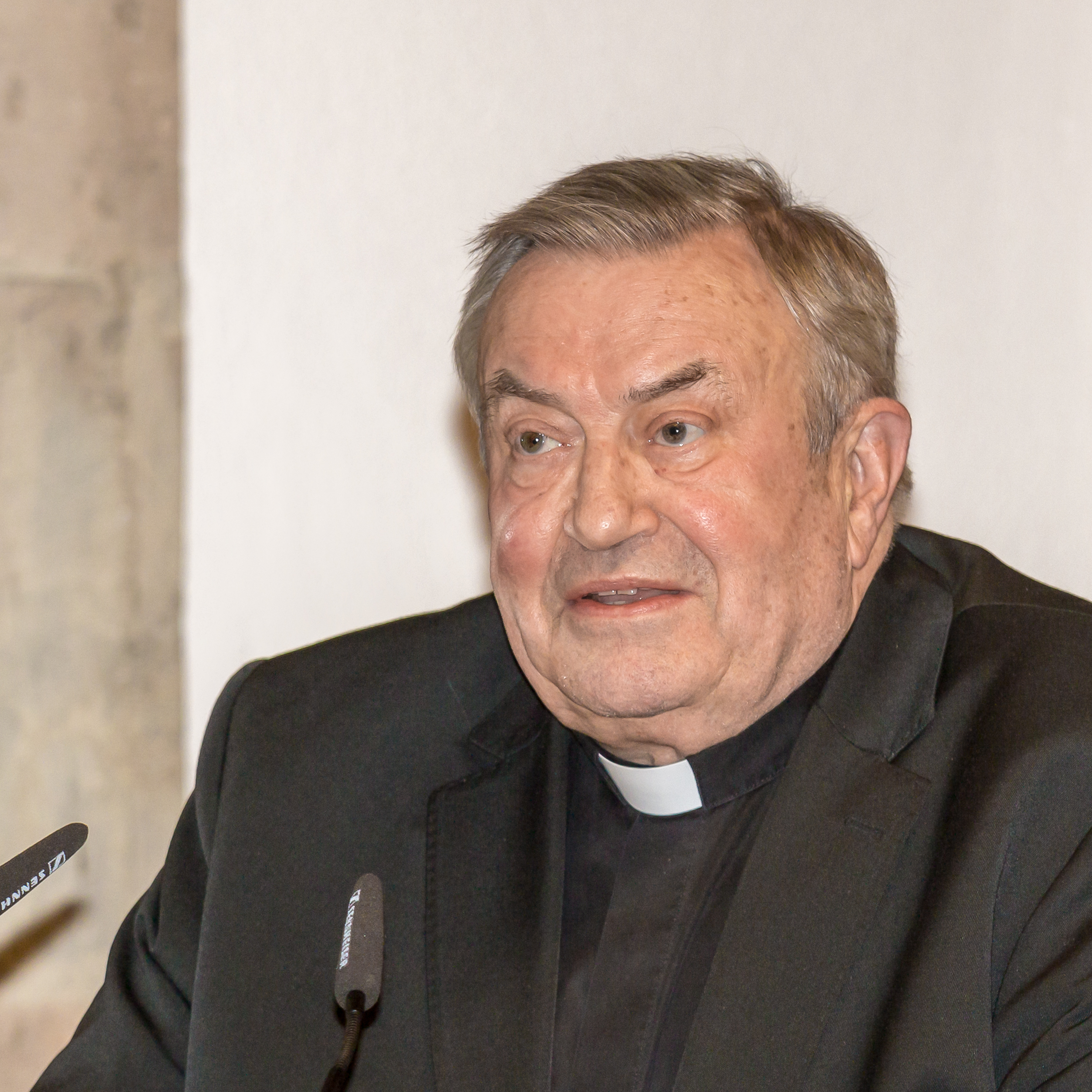
Karl Lehmann (2014).

### Cardinal
En dépit de certaines prises de position progressistes, Karl Lehmann a été promu cardinal par Jean-Paul II lors du consistoire du 21 février 2001 avec le titre de cardinal-prêtre de S. Leone I. 
Il participe aux conclaves de 2005 et de 2013 qui élisent respectivement les papes Benoît XVI et François.
Il a prononcé devant la presse un commentaire de l'encyclique Spe salvi du pape Benoît XVI en avril 2007.
Il meurt le 11 mars 2018 à Mayence à l'âge de 81 ans.

## Distinctions et honneurs

### Doctoratshonoris causa
- 1991 Universität Innsbruck [Dr théol. h.c.]
- 1991 Catholic University Washington, D.C. (Katholische Universität Washington, D.C.) [Dr iur. h.c.]
- 1994 Pontificial University St. Patrick's College, Maynooth (Irlande) (Katholische Universität Maynooth (Irlande)) [Dr théol. h.c.]
- 1997 Akademia Teologii Katolickiej w Warszawie (Katholisch-Theologische Akademie Warschau) [Dr s.c. hum. h.c.]
- 2000 Karl-Franzens-Universität Graz (Katholisch-Theologische Fakultät) [Dr théol. h.c.]
- 2002 Uniwersytet Opolski (Universität Oppeln, Pologne)
- 2004 Universitatea Alexandru Ioan Cuza din Iaşi (Universität Iaşi, Roumanie)

### Citoyen d'honneur
- 2001 Ville de Mayence
- 2006 Université Johannes Gutenberg de Mayence

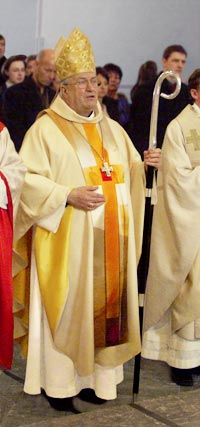
Karl Lehmann en 2007.

### Légion d'honneur
La France a honoré Karl Lehmann en tant que « Homme de Dieu et grand Européen ». Il est nommé commandeur de la Légion d'honneur en 2006 par Jacques Chirac.
Il est en outre membre du Rotary International Freiburg-Zaehringen.Kardinal und Rotarier